# Heinrich VII. von Kranlucken

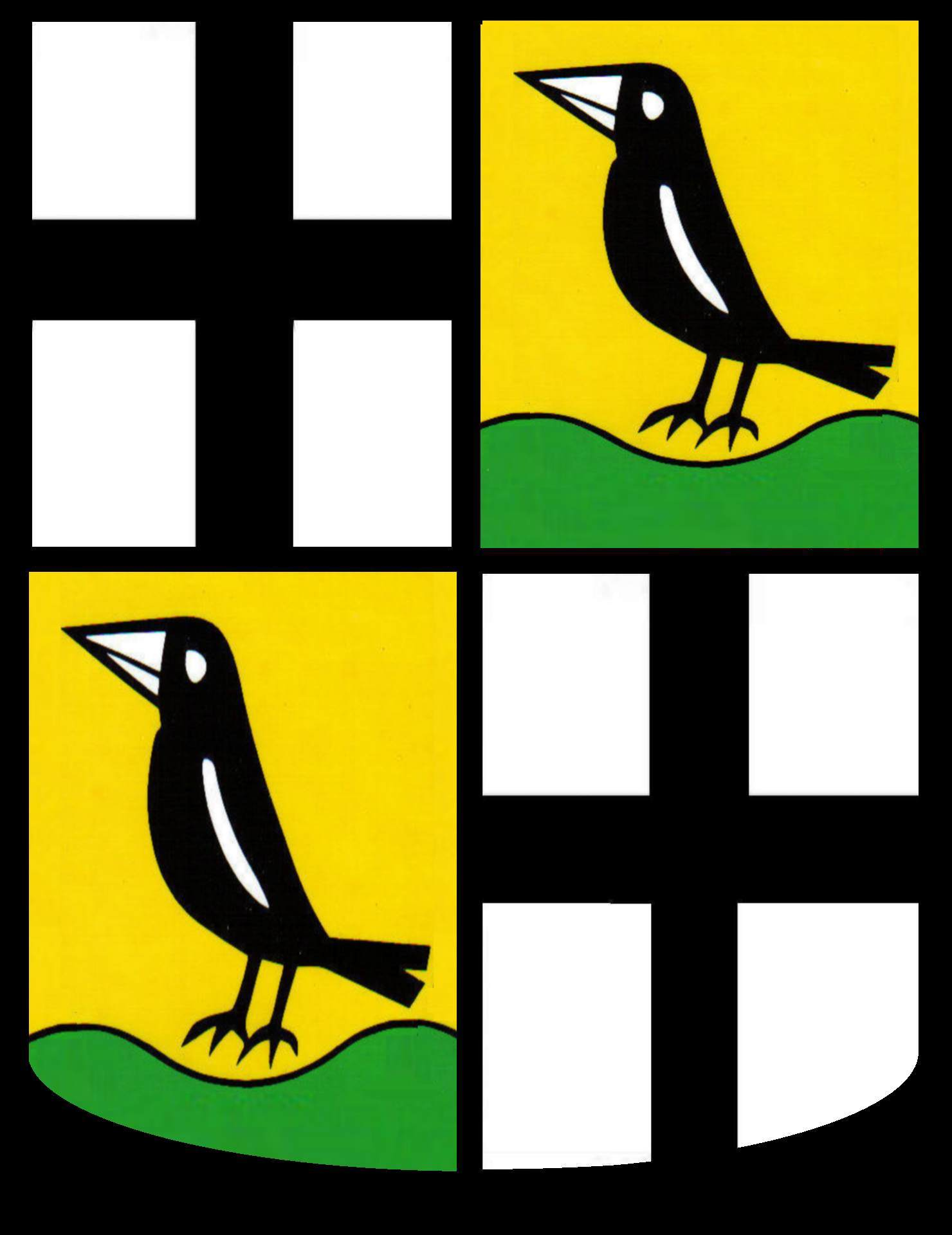
Wappen des Fuldaer Fürstabts Heinrich von Kranlucken

Heinrich von Kranlucken (* 1303 in Salzungen; † 16. Februar 1372 in Fulda) war von 1353 bis 1372 Fürstabt von Fulda.

## Herkunft
Heinrich von Craluc stammte aus niederem buchonischem Adel, einem ursprünglich fuldischen Ministerialengeschlecht, das in dem kleinen Dorf Kranlucken bei Geisa in der Rhön seinen Stammsitz hatte.  Ein Winhold von Craluken ist als Zeuge einer Schenkungsurkunde am 28. September 1197 als erster des Geschlechts bezeugt.  Stammsitz der Familie war eine bescheidene fuldische Dienstmannenburg am Ortsausgang nach Schleid, in der heutigen Schlossstraße 1–4.  Die Familie führte die Rabenkrähe in ihrem Wappen: Craluc soll ursprünglich ein Krähenloch bezeichnet haben.  Gerlach, Berthold und Beck von Kranlucken sind 1371 als Brüder des Fuldaer Fürstabts Heinrich erwähnt.  Heinrichs Vater stand wohl in fuldischen Diensten im damaligen Amt Allendorf an der Werra um das Kloster Allendorf im heutigen Bad Salzungen.

## Wahl zum Fürstabt
Heinrich von Kranlucken wurde am 22. September 1353 als Nachfolger des verstorbenen Fürstabts Heinrich VI. von Hohenberg als Heinrich VII. zum Abt von Fulda gewählt.  Er war zuvor Propst des 1272 erstmals erwähnten Frauenklosters Allendorf (Aldendorf) an der Werra, im heutigen Ortsteil Kloster der Stadt Bad Salzungen.  Da keiner der ursprünglichen Kandidaten die erforderliche Anzahl von Stimmen erreichen konnte, einigte man sich auf eine Kompromisswahl.  Die Wahl war die erste eines Fuldaer Abtes, von der bekannt ist, dass das Wählergremium zuvor eine Kapitulation aufstellte, deren Einhaltung der Gewählte für den Fall seiner Wahl zu beschwören hatte.  Nach der Wahl reiste Heinrich selbst zur päpstlichen Bestätigung zu Papst Innozenz VI. nach Avignon.  Der Kardinalbischof Bertrand de Déaulx verlieh ihm am 24. November die Abtswürde.  Vermutlich bemühte sich Heinrich schon bei dieser Gelegenheit an der Kurie um Dispens von den Verpflichtungen der Wahlkapitulation.  Der spätere Kaiser Karl IV. erteilte ihm 1354 in Trier die Investitur und die Bestätigung der Fuldaer Rechte und Besitzungen.

## Glanzzeit
Heinrich VII. war für lange Zeit der letzte Fuldaer Abt, auf dessen Amtszeit zunächst noch einmal ein gewisser äußerer Glanz lag.  Zur Jahreswende 1355/1356 hielt er sich längere Zeit am Hof Kaiser Karls in Nürnberg auf, und in den folgenden Jahren gelang es ihm, eine Reihe von Privilegien für sich und sein Kloster zu erlangen.  Das bedeutendste war am 1. Juni 1356 die Ernennung zum „Erzkanzler der Kaiserin“, ein Ehrentitel, der an alte, aber seit Jahrhunderten umstrittene und seit den salischen Kaisern nicht mehr ausgeübte Privilegien des Abts von Fulda anknüpfte und jetzt in einer Goldenen Bulle neu verbrieft wurde.  Als Erzkanzler der Kaiserin hatten die Fuldaer Äbte das Recht, bei Hof- und Reichstagen in Mainz unmittelbar zur Linken des Kaisers Platz nehmen zu dürfen.  Hinzu kam nunmehr das Recht, der Kaiserin bzw. der Königin bei der Krönung und bei allen festlichen Gelegenheiten, bei der sie in vollem Ornat erschien, die Krone zu halten, aufzusetzen und abzunehmen.  Diese neue Würde führte Heinrich von November 1356 bis wenigstens Februar 1357, im Sommer und Herbst 1358, und erneut im Frühjahr 1361 für längere Zeit an den kaiserlichen Hof und brachte viele kaiserliche Gunsterweise für das Kloster Fulda mit sich.  So erhielt der Fürstabt 1360 das Recht, seinem Heer das Reichsbanner vorantragen zu lassen.

## Konflikte und Machtverlust
Dennoch hatte Heinrich auch mit erheblichen Schwierigkeiten zu kämpfen.  Gegen den Landgrafen Heinrich II. von Hessen und dessen Sohn Otto der Schütz verlor er 1356 und 1361 zwei große Fehden, bei denen es um territoriale Ansprüche ging. So besetzten der Landgraf und sein Sohn bei einem nächtlichen Überfall unter Einsatz von Sturmleitern 1359 sogar für acht Tage die Stadt Hünfeld. 1361 eroberte Otto das "castrum Rosdorff", Rossdorf vor der Rhön (Kreis Schmalkalden). Erst 1362 konnte Frieden geschlossen werden.
Heinrich soll sogar an dem frühen Tod des Magdeburger Domherren Otto von Hessen (1341–1357), Sohn des Landgrafenbruders Ludwig, beteiligt gewesen sein, der dort als Nachfolger seines Onkels Otto Erzbischof werden sollte, aber schon als 16-Jähriger starb, angeblich durch einen von Heinrich von Kranlucken veranlassten Giftanschlag.  Das Gleiche wurde behauptet, als im Dezember 1366 der Landgrafensohn und Mitregent Otto der Schütz frühzeitig in Spangenberg starb.
Mindestens ebenso wichtig waren die mit der Zeit immer gravierender werdenden Zerwürfnisse zwischen Abt und Konvent, da Heinrich Verpflichtungen aus seiner Wahlkapitulation auszuhöhlen versuchte.  Die Mönche warfen ihm Verschleuderung des Stiftsbesitzes vor und bestellten 1365 Bevollmächtigte, die im Namen des Konvents an der Kurie Klage gegen den Abt einlegen sollten.  Bei dem Streit, der zeitweise sogar in offenen Kampf ausartete, ging es nur vordergründig um die Schuldenwirtschaft des Abts und in Wahrheit um seine Absetzung.  Hauptgegner Heinrichs im Konvent war Konrad von Hanau, seit 1353 Mönch und Priester im Kloster Fulda, der nach Heinrichs Tod sein Nachfolger wurde.  Der Streit wurde 1366 beigelegt, aber Heinrich musste sich einer Kommission unterwerfen, die über die Nützlichkeit einer Unternehmung entscheiden sollte.  Dies war der Beginn eines Prozesses, in dessen Verlauf die Rechte des Fuldaer Abtes mehr und mehr zu Gunsten des Konvents beschnitten wurden.

## Tod
Heinrich von Kranlucken starb am 16. Februar 1372 und wurde zwei Tage später in der Kirche des Fuldaer Klosters Frauenberg begraben.  Sein Nachfolger war Konrad von Hanau.

## Weblink
- Kranlucken, Heinrich VII. von. Hessische Biografie. (Stand: 30. April 2024). In: Landesgeschichtliches Informationssystem Hessen (LAGIS).

| Vorgänger                  | Amt                          | Nachfolger           |
| -------------------------- | ---------------------------- | -------------------- |
| Heinrich VI. von Hohenberg | Fürstabt von Fulda 1353–1372 | Konrad IV. von Hanau |

| Personendaten    | Personendaten                  |
| ---------------- | ------------------------------ |
| NAME             | Heinrich VII. von Kranlucken   |
| KURZBESCHREIBUNG | Fürstabt von Fulda (1353–1372) |
| GEBURTSDATUM     | 1303                           |
| GEBURTSORT       | Bad Salzungen                  |
| STERBEDATUM      | 16. Februar 1372               |
| STERBEORT        | Fulda                          |